# El mundo de Komori: La tierra de Alidra
El mundo de Komori: La tierra de Alidra es el primer libro de la trilogía El mundo de Komori, del escritor catalán Javi Araguz, una historia fantástica de aventuras, amor y humor.

## Argumento
Komori es una niña de trece años que llega a la legendaria tierra de Alidra para seguir los pasos de su abuela, pero el destino le deparará una aventura mayor. Durante siglos, los habitantes del mundo de Zoa han temido una tercera gran Guerra de los Vientos y Komori descubre que los Señores de la Noche están conspirando para provocarla. El enemigo no ignora su llegada: vampiros y quimeras están al acecho. El inicio de sus descubrimientos es sólo el comienzo de un largo aprendizaje en el que intervendrán magos, nómadas que viajan sobre grandes saurios, guerreros eternos y todo tipo de seres mágicos que la pondrán a prueba constantemente… ¿Podrá Komori salvar la tierra de Alidra y todo el mundo de Zoa?

## Listado de capítulos
PRÓLOGO (Origen)
I. Rebelión.
II. Guerra.
III. Esperanza
PRIMERA PARTE (La tierra especial)
1. Mi hogar.
2. El día de los mercantes.
3. La tierra de Alidra.
4. La Resistencia Áspera.
5. La mascarada de los vampiros.
6. Será nuestro secreto.
7. Remembranzas de un mundo cruel.
8. El Bosque Encontrado.
9. «El Bestiario de las Hirbas»
10. Mivo, el maestro ebanista.
11. Sombras.
12. Diario de un hada.
13. El hombre de paja.
SEGUNDA PARTE (Conocimiento)
14. El mago de la tortuga.
15. La fabulosa historia de Vileo Biloba.
16. Las fiestas de Siloria.
17. Un puñado de hojas secas.
TERCERA PARTE (Magia desatada)
18. Rescate en Këvlar.
19. El laberinto.
20. La corte.
21. El adversario.
22. Alidra te dirá quién eres
ANEXO I (Zalil: la lengua de las mariposas)
ANEXO II (Diario de Komori)